# West Rutland
West Rutland est une ville du Comté de Rutland dans l'État du Vermont aux États-Unis. La population de la ville atteignait 2 535 habitants au recensement de 2000. La ville se trouve dans l'agglomération de Rutland.

## Géographie
West Rutland est situé à 197 m d'altitude. La ville s'étend sur 46,6 km².

## Histoire
L'histoire de West Rutland est à mettre en corrélation avec celle de Rutland, la ville voisine. En effet, West Rutland fut créée par les entreprises se situant à Rutland car les carrières de marbre, qui firent la richesse de la région, s'y trouvaient.
Lorsque les carrières furent fermées, la ville perdit toute son attractivité économique. C'est alors qu'arrivèrent des artistes avides de beaux paysages et des familles qui souhaitaient une vie semi-rurale. 
De nos jours, West Rutland n'est plus qu'une petite ville de campagne.

## Démographie
2 535 personnes vivent à West Rutland dont 1 691 ménages et 1 166 familles. Le nombre moyen de personnes dans une famille est de trois personnes. Il y a 1 079 maisons.
L'âge moyen est de 39 ans.
11,2 % de la population vit en dessous du seuil de pauvreté.